# Zobersdorf
Zobersdorf è una frazione (Ortsteil) della città tedesca di Bad Liebenwerda, nel Land del Brandeburgo.

## Storia
Nel 1993 il comune di Zobersdorf venne soppresso e aggregato alla città di Bad Liebenwerda.